# 第五共和国 (大韓民国)

大韓民国
대한민국 (韓国語)
大韓民國 (韓国語)

国の標語: 正義社会の具現国歌: 애국가（朝鮮語）
愛国歌
大韓民国の位置

第五共和国（だいごきょうわこく）は、1981年3月から1988年2月の第六共和国成立までの間、大韓民国で存続した政体である。

## 成立
1979年10月26日の金載圭が起した朴正煕暗殺事件の後、崔圭夏が大統領に就任していたが、程なく韓国軍戒厳司令部合同捜査本部長の全斗煥将軍が12月12日の粛軍クーデターで韓国軍を掌握し、盧泰愚を中心とする新軍部勢力と共に実質的な権限を握った。この間、独裁的な政府の支配に対する強硬な抗議の声が市民社会の間から現れ、主に大学生と労働組合によって為される抗議活動が、大規模デモによって最高潮に達した。そのため全将軍は、1980年5月17日に戒厳令を布告して民主化運動の取り締まりにかかり、金大中、金鍾泌といった有力な政治家を拘束した（5・17非常戒厳令拡大措置）。更に5月18日に発生した光州事件では、学生らの抵抗に対し軍事力を用いた徹底的な弾圧を行なった。
軍部の圧力によって、1980年8月16日に崔圭夏が大統領を辞任すると、公式的な憲法手続きによって、8月27日に全斗煥が第11代大統領に就任した。その後、10月27日の憲法改正案を巡る国民投票で、大統領の任期7年化と再選禁止を定めるなど大幅な改変を施しつつも、維新憲法的な色彩を残した第五共和国憲法が採択・制定された。そして、第5共和国憲法に基づき、1981年3月3日に全斗煥が第12代大統領に就任することで、本格的な第五共和国が成立した。

## 統治機構の特徴
第五共和国の統治機構の特徴は以下の通りである。
1. 大統領中心制に議院内閣制の要素を加味（大統領が国務総理を任命する際に国会の同意を要する。国会で国務総理に対する解任決議があった場合は国務総理と国務委員全員が解任される。政府も法案提出権を有する）
2. 大統領に非常措置権（ただし非常措置を実行した場合には、早急に国会へ通告してその承認を得る必要あり）や国会解散権、重要政策に対する国民投票付議権など強力な権限を認めている。
3. 大統領選挙は大統領選挙人団による間接選挙を採用。
4. 大統領の任期は7年で再選は禁止。大統領の任期延長及び再選禁止の規定を変更するための憲法改正は、改正当時の大統領に対してはその効力が及ばない。

## 政治
第五共和国は、外交面でさまざまな出来事に遭遇した。
全斗煥政権は、1988年開催のオリンピックをソウルへ招致したこと（ソウルオリンピック開催の決定）で、外交的な成功を収めた。その一方で、1983年9月1日には大韓航空機撃墜事件が発生し、全斗煥政権がソビエト連邦政府に公式謝罪を求めた他、韓国国内では大規模なデモが実施された。
対北朝鮮関係では、1980年代にさまざまな重大事件が発生した。1983年10月9日には、ビルマ（現・ミャンマー）を公式訪問中であった全斗煥一行の暗殺を狙って、北朝鮮の工作員がラングーン事件を引き起こした。これにより、80年代初頭の南北朝鮮は一時緊張状態にあった。だが、80年代半ばに関係は好転し、1985年には朝鮮戦争以来初めてとなる離散家族の相互訪問が実現された。しかし、1987年11月29日には北朝鮮工作員の金賢姫らによる大韓航空機爆破事件が発生し、南北関係は再び険悪化した。
対日本関係では、1983年に日本の中曽根康弘首相の訪韓を実現させ、1982年開始の経済開発5カ年計画への支援として、40億ドルに及ぶ円借款で対韓経済協力を得ることに成功した。また、1984年9月には、全斗煥が韓国大統領として初めて日本を公式訪問した。
一方の内政面は、経済面での功績を上げることには成功したが、朴正煕の死亡で民主化への期待を高めていた国民には、クーデターで政権を握った全斗煥ら新軍部を認めることができず、政府に対する大規模な抗争が次々と発生した。そのため、全政権は「正義社会の具現」（정의 사회 구현）をスローガンとして、国民の関心を政治からスポーツや娯楽などに移そうとした（3S政策）。実際、韓国プロ野球はこの時代に始まりソウルオリンピックも開催された。だが、1985年頃から光州事件における虐殺的鎮圧の真相が明らかになり、続発する人権蹂躙と権威主義的独裁などによって、民主化を求める国民の批判を受けた。

## 終焉
1987年6月、同年1月に発生した「朴鍾哲（パク・ジョンチョル）拷問致死事件」に触発された大学生らのデモの最中に、李韓烈（イ・ハンリョル）が催涙弾に当たって死亡する事件が発生した。これに対する民衆の怒りが、民主化運動に対する全国的な統合感を引き起こし、市民や学生らによって起きた6月抗争で、全斗換政権は最大の危機にあった。結局、当時の与党である民主正義党の盧泰愚大統領候補が六・二九民主化宣言を発表し、1988年の民主的な選挙による大統領の選出と、憲法を民主的に改定することで第五共和国は終焉を迎えた。